# Sacha Kunz
Pour les articles homonymes, voir Kunz.
Sacha Kunz (né le 5 juin 1978) est un militant nationaliste et fondateur du Parti nationaliste suisse (PNOS) le 1er septembre 2000 avec Jonas Gysin à Liestal.

## Biographie
Maçon de formation, il perdra son emploi à la suite d'un article publié dans Blick à son sujet.
Il fait d'abord partie du mouvement skinhead Blood & Honour, avant de participer en septembre 2000 à la fondation du PNOS. Il en assume la présidence jusqu'en été 2003, date à laquelle il quitte le parti.
En 2001, il tente d'ouvrir un magasin de vêtements, « Hooligan Streetwear », à Rheinfelden (Bâle), ainsi qu'un site de vente par internet, « Lolo-Versand ». À la suite de menaces de mort proférées à son encontre, il résilie le bail de son local en décembre 2001. Il essaye de lancer d'autres sites de vente de vêtements et de CD  sous des noms divers, tels « Sleipnir Records » ou « white-revolution.ch » .
Il est père de deux enfants. 

### Condamnations
Entre octobre 1999 et juin 2002, Kunz est condamné six fois pour des actes de violences divers. En novembre 2003, il est condamné pour actes de violences à 16 mois de prison avec sursis.     